# Плачът на слънцето
„Плачът на слънцето“ (на английски: Tears of the Sun) е американски екшън трилър от 2003 г. на режисьора Антоан Фукуа, по сценарий на Алекс Ласкър и Патрик Цирило, и участват Брус Уилис, Моника Белучи, Кол Хаузър и Том Скерит.